# Enrique Alarcón
Enrique Alarcón Sánchez-Manjavacas (Campo de Criptana, Ciudad Real, 13 de junio de 1917 - Madrid, 13 de junio de 1995) fue un arquitecto y escenógrafo de cine español.
A lo largo de los 44 años de su trayectoria profesional (1940-1984) trabajó en más de 260 películas, entre las que se encuentran obras maestras del cine español como Tristana, Muerte de un ciclista o Calle Mayor. 
Asimismo trabajó con todos los grandes directores del cine español de la época, como Luis Buñuel, Luis García Berlanga, Juan Antonio Bardem o Carlos Saura, entre otros. Así como con directores internacionales como Nicholas Ray o Anthony Mann. Y recibió innumerables premios y distinciones, destacando el Premio Goya de Honor en 1990 a toda su carrera, siendo el único decorador que ha recibido este galardón hasta la fecha.

## Biografía
Nació en Campo de Criptana (Ciudad Real, La Mancha) en una familia de terratenientes viticultores, heredó el título de caballero hidalgo, como hijo único del matrimonio entre Enrique Alarcón y Josefina Sánchez. Realizó los estudios de bachillerato en el Liceo Francés, donde destacó por sus habilidades artísticas, especialmente para el dibujo y la pintura, que luego servirían de base para el desarrollo de su prolífica carrera como decorador de cine. Muestra de ello son varias exposiciones de cuadros suyos relacionados con sus películas más conocidas.
Formado en estudios universitarios de matemáticas en la Universidad Central de Madrid y de arquitectura en la Escuela Superior de Madrid, institución donde ingresó con tan solo 16 años, sus primeros pasos profesionales le llevaron a conocer al matrimonio formado por Florián Rey e Imperio Argentina, para los que trabajó en la realización de su chalet y a través de los cuales conoció a actores como Antonio Vico o Pepe Isbert.
Durante la guerra civil española (1936-1939) pasó etapas en diversos campos de concentración y en hospitales como herido de guerra. Del hospital militar del gobierno español en Cervere, en el sur de Francia, en el que se encontraba herido de metralla en un brazo por la explosión de una bomba de mano, consiguió que le rescataran escribiendo una carta a una pareja vecina de su pueblo de origen, que vivía en Sommières.
Se casó con Clementina García Segura, y fueron padres de Enrique, Marisol, Juan Manuel, Clementina, Víctor Josué y María José. 
En 1940 comenzó a trabajar en el cine en los estudios UFISA (filial de la productora alemana UFA, Universal Film Aktiengesellschaft) de Barcelona, como ayudante del decorador de origen ruso Pierre Schildneck. El mismo Enrique Alarcón se definía a si mismo como "Decorador de Cine". 
Tras algo menos de dos años como ayudante de Shildneck y del escenógrafo teatral Sigfrido  Burmann, hizo su primera película, como decorador jefe de los estudios CEA en Madrid en 1942, Huella de luz, del director Rafael Gil, con el que formó un dúo profesional notable (trabajaron juntos en más de 50 títulos). Por su trabajo en dicha película obtuvo el Primer Premio Nacional de Cinematografía del Sindicato Nacional del Espectáculo a los mejores decorados, galardón que obtuvo en catorce ocasiones a lo largo de su carrera.
En los años 50 son especialmente destacables sus trabajos en tres películas de Juan Antonio Bardem, como son Muerte de un ciclista (1955), Calle Mayor (1956) y La venganza (1958). Así como con Berlanga en Los jueves, milagro (1956) y con Edgar Neville en El baile (1959).
Posteriormente, en los años 60, trabajó, entre otras muchas, en películas como El cochecito (1960) de Marco Ferreri; Maribel y la extraña familia (1960) de José María Forqué; Llanto por un bandido (1964) de Carlos Saura; o Cervantes (1967) de Vincent Sherman, por la cual recibió el premio a los mejores efectos especiales en el Festival de Karlovy Vary (Checoslovaquia). Asimismo colaboró con Nicholas Ray en su película Rey de reyes (1961) (1961) y con Anthony Mann en El Cid (1961), ambas superproducciones rodadas en España bajo la producción de Samuel Bronston.
Finalmente, de los años 70 y 80 son muy destacables sus trabajos con Luis Buñuel, en las películas Tristana (1970) y Ese oscuro objeto del deseo (1977). Y de nuevo con Berlanga en la película La vaquilla (1984).
Igualmente de esta última época son sus trabajos de escenografía en el Museo de Cera de Barcelona, abierto en 1973 y al que dedicó grandes esfuerzos e ilusiones. Así como colaboraciones con varios artistas. Fue durante 25 años profesor de la Escuela Oficial de Cine.
El 29 de mayo de 1992 es nombrado Hijo Predilecto de Campo de Criptana, por acuerdo del Pleno Municipal.

## La técnica
Alarcón explicaba así su vocación: "Estudié arquitectura, pero no tenía paciencia para hacer casa tras casa, el cine me ofrecía un campo donde aplicar el cálculo, la geometría del espacio y otros conocimientos del mundo de la fantasía".
Y ese mundo de la fantasía lo plasmó Enrique Alarcón a través de su técnica y su trabajo como decorador, dejando claro sus grandes conocimientos de perspectiva o color; fotografía o pintura. Con el fin de completar escenarios, dotar de mayor espectacularidad y abaratar costos, hizo uso de maquetas corpóreas, técnica de la que fue un gran entusiasta. En alguna ocasión también se decidió a usar el trucaje del cristal, pintando maquetas en cristal, como en El clavo (1944) aunque solo para pintar unas nubes y así disimular el encaje de una maqueta corpórea con el escenario real.
Su uso de estas maquetas corpóreas es especialmente reseñable en películas como El beso de Judas (1953), para cuyos decorados Enrique Alarcón  utilizó varias maquetas con el fin de dar una mayor espectacularidad a los decorados realizados en los estudios CEA; o en Cotolay (1965).
En numerosas películas realizó grandes decorados, bien reproduciendo un pueblo entero (como en la película La guerra de Dios en 1953) o reconstruyendo calles enteras de un barrio (el Barrio Chino de Barcelona, para la película La calle sin sol en 1948).
Fue un decorador de fácil adaptación a los enormes cambios técnicos y temáticos que el cine español experimentó desde inicios del franquismo hasta bien asentada la democracia. Y su trabajo incluyó una alta dosis de intuición, alimentada por su vasta cultura.
En este sentido, el propio Enrique Alarcón, comentó a modo de consejo para quien quiera dedicarse a la escenografía: “Lo primero, que acumule el máximo de conocimientos culturales posibles y que adquiera una gran experiencia en la vida (…). Conviene tener, si es posible, unos conocimientos casi enciclopédicos (…) el arco de situaciones con el que puede tener que enfrentarse es casi infinito como resultado de las mutaciones o permutaciones que pueden surgir de los condicionantes: especie, época, lugar y estatus del ambiente (…). Aparte de esta preparación cultural y de vivencias, es evidente que hay que aprender la técnica (…). Y, a pesar de ser muy importante, todo esto es sólo lo básico para poder dedicarse a esta profesión. El amor a la misma es otro elemento esencial”.

## Filmografía seleccionada
Participó en más de 260 películas, entre las que se encuentran: 
- Huella de luz (1943)
- Deliciosamente tontos (1943)
- Eloísa está debajo de un almendro (1943)
- El 13-13 (1944)
- Lecciones de buen amor (1944)
- El clavo (1944)
- Tuvo la culpa Adán (1944)
- La vida empieza a medianoche (1944)
- Ella, él y sus millones (1944)
- El fantasma y Doña Juanita (1945)
- Un hombre de negocios (1945)
- La pródiga (1946)
- Reina santa (1947)
- La calle sin sol (1948)
- La noche del sábado (1950)
- La guerra de Dios (1953)
- El beso de Judas (1953)
- Muerte de un ciclista (1955)
- ¿Dónde vas, Alfonso XII? (1956)
- Calle Mayor (1956)
- Todos somos necesarios (1956)
- La gata (1956)
- Los jueves, milagro (1957)
- La venganza (1958)
- El baile (1959)
- El cochecito (1960)
- Maribel y la extraña familia (1960)
- Rey de reyes (1961)
- El Cid (1961)
- Rocío de la Mancha (1963)
- El turista (1963)
- Llanto por un bandido (1964)
- Cotolay (1965)
- Cervantes (1967)
- Tristana (1970)
- Ese oscuro objeto del deseo (1977)
- La vaquilla (1985)

## Premios y reconocimientos
Medallas del Círculo de Escritores Cinematográficos
| Año  | Categoría         | Película                  | Resultado |
| ---- | ----------------- | ------------------------- | --------- |
| 1946 | Mejores decorados | La pródiga                | Ganador   |
| 1950 | Mejores decorados | La noche del sábado       | Ganador   |
| 1952 | Mejores decorados | Sor Intrépida             | Ganador   |
| 1954 | Mejores decorados | El beso de Judas          | Ganador   |
| 1958 | Mejores decorados | La violetera              | Ganador   |
| 1959 | Mejores decorados | ¿Dónde vas, Alfonso XII?  | Ganador   |
| 1962 | Mejores decorados | El hijo del capitán Blood | Ganador   |
| 1968 | Mejores decorados | Cervantes Tuset Street    | Ganador   |

- Premio a los mejores efectos especiales, por la película Cervantes, de Vincent Sherman (1967). Festival de Karlovy Vary (Checoslovaquia).
- Homenaje Festival de Cine de Alcalá de Henares (1984)
- Premio Goya de Honor V edición (1990).
- Primer Premio Nacional de Cinematografía a los mejores decorados, en 14 ocasiones.

## Dijeron de él
- "La arquitectura del cine en España tiene un nombre, Enrique Alarcón, quien levantó templos, construyó mil ciudades: un Dios tal y como lo cuenta la Biblia". Juan Cueto (Escritor y columnista). Seminario sobre Arquitectura del cine. Universidad Internacional Menéndez Pelayo. 1987.

- “La primera vez que traspasé las puertas de un estudio cinematográfico fue para encontrarme con un decorado de Enrique Alarcón (…) Por primera vez, también, confirmé mi irrefrenable decisión de dirigir cine, a causa de aquél travelling subjetivo y entrañable”. Luis García Berlanga. El decorador en el cine: Enrique Alarcón. Edición a cargo de Andrés Linares. Prólogo de Luis García Berlanga. Alcalá de Henares: Festival de Cine de Alcalá de Henares, 1984. ISBN 84-398-2584-6.

- "...pero Enrique Alarcón es un superviviente de esa época cinematográfica a la que solo le falto una ráfaga de libertad para convertirse en la mejor de Europa. Y, con su sonrisa tierna, su apetito voraz, su integrismo manchego, luego de tantos años, tantas películas, tantos premios, tantas vicisitudes personales de las que dejan huella, está aquí conmigo, con nosotros, re-construyendo en parte su propia nostalgia de soldado del Ebro, proyectando unas trincheras donde queremos que que-pan republicanos, nacionales y demás perdedores de una guerra que reconstruimos precisamente para generar esperanza. Que las páginas de este libro sirvan para descubrir y reparar una de las grandes omisiones de nuestra historia cinematográfica, y que Enrique Alarcón continúe dando lecciones diarias de lo que fue y volverá a ser un grande y hermoso oficio.". Luis García Berlanga. El decorador en el cine: Enrique Alarcón. Edición a cargo de Andrés Linares. Prólogo de Luis García Berlanga. Alcalá de Henares: Festival de Cine de Alcalá de Henares, 1984. ISBN 84-398-2584-6.

## Enrique Alarcón en la actualidad
La figura de Enrique Alarcón se estudia hoy día en todas las Escuelas de Cine y en los principales master y cursos de posgrado sobre cine y creación audiovisual de Universidades tanto españolas como internacionales.